# Piotrowice (województwo świętokrzyskie)
Piotrowice – wieś w Polsce położona w województwie świętokrzyskim, w powiecie sandomierskim, w gminie Zawichost.
Były wsią klasztoru klarysek krakowskich w województwie sandomierskim w ostatniej ćwierci XVI wieku. 
Piotrowice są punktem początkowym  czerwonego szlaku turystycznego prowadzącego do Gołoszyc.

## Części miejscowości
| SIMC    | Nazwa            | Rodzaj             |
| ------- | ---------------- | ------------------ |
| 0811738 | Głęboka Droga    | część miejscowości |
| 0811744 | Na Zawichowskiem | część miejscowości |

## Historia
Piotrowice w dokumencie z 1257 r. – Potrovnici, 1262 r.– Potrovici oraz  Potrovicze – 1373 r., wieś nad rzeką Wisłą w powiecie opatowskim, gminie Czyżów Szlachecki, parafii Trójca (Zawichost) w odległości 30 wiorst od Opatowa.
W 1885 wieś posiadała 47 domów 320 mieszkańców 561 mórg ziemi włościańskiej, w okolicy pokłady kamienia wapiennego. 

W 1827 r. było 61 domów 307 mieszkańców
Pierwotnie była to wieś książęca, którą Bolesław Wstydliwy nadał klasztorowi klarysek w Sandomierzu przy jego fundacji. W 1373 r. Królowa regentka Elżbieta  pozwoliła klasztorowi, przeniesionemu do Krakowa, przenieść wsie klasztorne a w ich liczbie i Piotrowice na prawo magdeburskie (Kod. Małopolski, 53, 70,379). 
Według registru poborowego powiatu sandomierskiego z r. 1578 wieś Piotrowice w parafii św. Trójcy, należąca do klasztoru św. Andrzeja w Krakowie, miała 16 osad, 8 łanów, 6 zagrodników bez roli, 3 komorników i 9 biednych. (Pawiński,Kod. Małop. 177). 
Piotrowice  folwark poduchowny 1617 mórg obszaru mający, należał do dóbr rządowych Kunów, sprzedany prywatnemu nabywcy za 42,010 rubli srebrnych.
W 1885 r. folwark Piotrowice i Zabełcze rozległe były na 1253 mórg w tym : grunta orne i ogrody 417 mórg, łąk 11 mórg, pastwiska 150 mórg, lasu 2 mórg, wody 178 mórg, kontrowersa (części sporne) stanowiły 441 mórg, nieużytki 51 mórg, budynków murowanych 6, z drzewa 10, płodozmian 5. i 8. polowy. 
Według spisu powszechnego z roku 1921 miejscowość Piotrowice posiadała 96 domów i 469 mieszkańców. Spis wymienia również Piotrowice kolonię, Piotrowice folwark i Piotrowice-Młynki osadę młyńską.
W latach 1975–1998 miejscowość położona była w województwie tarnobrzeskim.